# Real-time Collaboration
Mit Real-time Collaboration (RTC) oder Live Collaboration (LC) wird die Kollaboration von mindestens zwei Personen ohne zeitliche Verzögerung (Echtzeit) bezeichnet. Der Begriff wird häufig in Zusammenhang mit dem Thema E-Learning und Audio-/Video-Konferenzsystemen verwendet und bezieht sich in der Regel auf nicht-natürliche Medien. In diesem Sinne ermöglicht RTC – im Gegensatz zu Kollaboration über natürliche Medien – die zeitsynchrone Zusammenarbeit von mehreren Personen über geographische Grenzen hinweg.
Ein ebenfalls zu diesem Zweck etablierter Begriff ist Live Online Collaboration (LOC). Dieser wird häufig in Verbindung mit RTC über das Internet verwendet.